# Villoslada de Cameros
Villoslada de Cameros è un comune spagnolo di 367 abitanti situato nella comunità autonoma di La Rioja.